# Evangelisch-lutherische Kirche Eichenberg

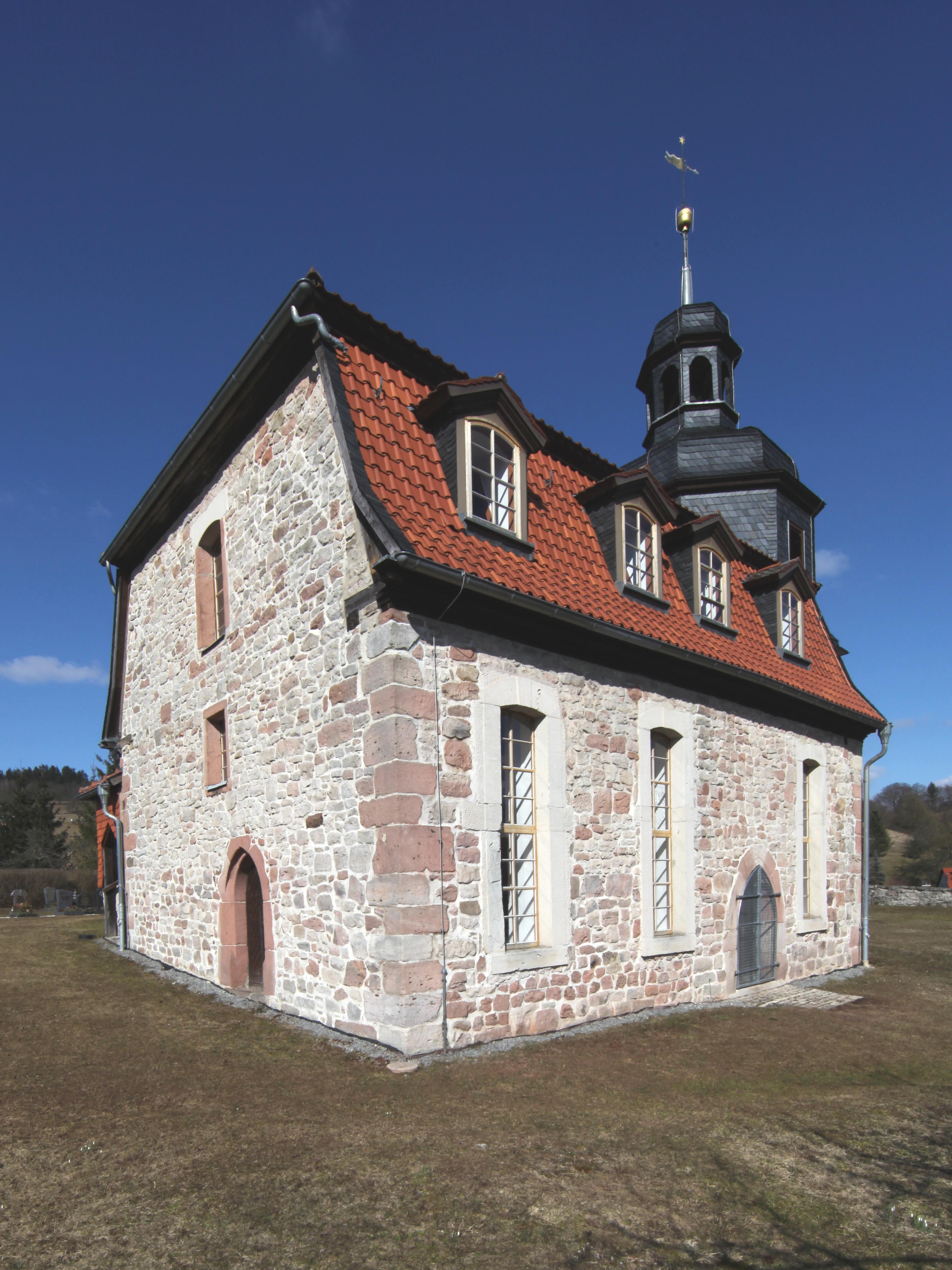
Kirche in Eichenberg

Die evangelisch-lutherische Kirche Eichenberg in Eichenberg, einer Gemeinde im Landkreis Hildburghausen (Thüringen), stammt im Kern aus dem Anfang des 14. Jahrhunderts. Das denkmalgeschützte Bauwerk erhielt im 18. Jahrhundert sein heutiges Aussehen. 

## Geschichte
Die älteste Erwähnung einer Kapelle oder Kirche in Eichenberg, im Sprengel der Mutterkirche Leutersdorf gelegen, stammt aus dem Jahr 1349. Es ist eine Urkunde des Bischofs Albrecht von Würzburg, in der von der Aufstellung eines Taufsteins berichtet wird. Der untere Teil des Kirchturms kann dem Anfang des 14. Jahrhunderts zugeordnet werden. Das Langhaus stammt aus dem 17. Jahrhundert. Im Rahmen von umfangreichen Instandsetzungsarbeiten Ende des 18. Jahrhunderts wurden die Fenster erhöht, acht Dachgauben und eine zweite Empore eingebaut. In den 1990er und 2000er Jahren wurden das Dachgebälk des Langhauses saniert, das Turmdach neu gedeckt und eine Drainage um das Kirchengebäude gelegt. Eichenberg gehörte bis 1904 zum Lengfelder Kirchspiel. Danach war die Pfarrgemeinde Bischofrod zuständig, die seit 2002 vom Pfarramt St. Kilian verwaltet wird.

## Gestaltung
Die Chorturmkirche steht das Ortsbild prägend auf einer Anhöhe in einem um 1800 angelegten Friedhof. Ihr Ursprung war wohl eine Wehrkirche. Die Kirchenfassade besteht aus unverputzten Sandsteinmauern, der obere Teil des Kirchturms ist verschiefert. Der Altarraum ist im Sockelgeschoss des Kirchturms angeordnet. Er wird von einem Kreuzgewölbe mit abgefasten Rippen, die auf pyramidenförmigen Konsolen ruhen und einen Schlussstein mit einer Rose haben, überspannt. Eine gotische Sakramentsnische aus dem 15. Jahrhundert befindet sich an der nördlichen Seite. Der Triumphbogen zwischen Altarraum und Langhaus hat die Form eines gedrückten Spitzbogens. Er wurde in den 1980er Jahren für eine Winterkirche mit einer Glastür geschlossen. Die Empore im Langhaus wird von vier Rundsäulen aus Eichenholz getragen.

## Ausstattung
Die erste Orgel mit einem schlicht gegliederten klassizistischen Prospekt entstand im Jahr 1800. Es war ein Werk des Schmiedefelder Orgelbauers Heinrich Schmidt. Im Jahr 1892 errichtete der Orgelbauer Kühn aus Schmiedefeld unter Beibehaltung des alten Prospekts eine neue Orgel mit dreizehn Registern, auf zwei Manualen und Pedal. Sie ist nicht mehr bespielbar.
Im Kirchturm hängen zwei Eisenhartgussglocken, die 1920 bei Glockengießerei Ulrich & Weule gegossen und am 6. Februar 1921 geweiht wurden. Sie ersetzten zwei Bronzeglocken, die 1917 im Ersten Weltkrieg eingeschmolzen wurden. Die größere Glocke trägt die Inschriften „Zur Ehre Gottes“ und „Gewidmet von der Landgemeinde Eichenberg 1920“.